# Junius Annius Bassus
Pour les articles homonymes, voir Bassus.
Junius Annius Bassus est un homme politique romain ayant vécu au cours du IVe siècle, sous le règne de Constantin.

## Son nom
Au cours de la première moitié du IVe siècle apparaissent plusieurs personnages portant le cognomen de Bassus. Les informations concernant chacun d'eux étant très partielles, ils sont souvent confondus. Junius Bassus aurait été appelé également Annius Bassus mais il s'avère qu'aucun homme politique romain portant ce nom n'a en fait existé. Il existe une autre confusion possible avec Septimius (ou Caesonnius) Bassus qui est consul en 317, fonction qu'il cumule avec celle de préfet de la Ville.
Il était rélatif de Lucius Anius Bassus, consul suffect en novembre 70, et de Annius Bassus, consul suffect en 284.

## Carrière

### Préfet du prétoire
Junius Bassus est préfet du prétoire pendant quatorze ans comme nous l'apprend une inscription découverte sur une base honorifique dédiée en 364 à son fils trouvée dans la villa des Junii Bassi près d'Aqua Viva : filio Iuni Bassi v. c., praefecti praetorio per annos XIIII et consulis ordinari. Les dates précises de début et de fin de sa fonction ne sont pas connues mais elles peuvent être devinées grâce aux mentions ad Bassum (« adressé à Bassus ») figurant sur de nombreuses lois du Codex Theodosianus. Junius Bassus entre en fonction entre décembre 317 et l'été 320, il succède à Petronius Annianus, et abandonne son poste (pour une raison inconnue) entre la fin de 331 et l'été 334.
Au début du IVe siècle, on compte deux préfets du prétoire pour l'Occident, l'un est préfet du césar Crispus en Gaule et l'autre est préfet de Constantin. À partir de fin 317 ou début 320 et jusqu'en 324, Junius Bassus prend le poste de préfet ministériel de Constantin quand celui-ci réside en Illyricum. Il a pour collègues les préfets du césar Crispus : Vettius Rufinus (décembre 318 - août 320), Rufus Volusianus (août 321) et Acilius Severus (décembre 322 - janvier 324). Après 324, Junius Bassus est maintenu en charge et conserve son rôle de préfet d'Occident (sorte de « superpréfet ») le temps d'organiser les nouvelles préfectures d'Italie et d'Afrique. Il semble qu'il devienne ensuite préfet d'Italie avec pour collègues Aemilianus (mai 328) puis Lucius Papius Pacatianus (à partir de 329). Ce dernier lui succède en 331 ou 334, jusqu'en 337.

### Consul ordinaire
Junius Bassus atteint le consulat pour l'année 331, fonction qu'il cumule avec son poste de préfet. Durant cette année, il fait construire à Rome, sur l'Esquilin, la basilique qui porte son nom, demeurée célèbre pour sa décoration en opus sectile, comme l'atteste une inscription jointe à la mosaïque de l'édifice : Iunius Bassus, v.c., consul ordinarius, propria impensa a solo fecit et dedicavit feliciter,.

## Descendance
Son fils Junius Bassus est préfet de la Ville et consul ordinaire à sa mort en 359,. Son sarcophage est connu pour être le plus ancien à être décoré de scènes chrétiennes, mélangées à d'autres scènes païennes.